# Pirámide de Unis
La pirámide de Unis  (conocida también como Hermosos son los lugares de Unis) se encuentra en el complejo piramidal de Saqqara, cerca de El Cairo, en Egipto. Perteneció al faraón Unis del Antiguo Egipto y en la actualidad está en ruinas, con una forma que la asemeja más a una colina que a una pirámide real.

## Descubrimiento
Los egiptólogos John Shae Perring y Karl Richard Lepsius fueron los primeros que estudiaron la pirámide, pero fue Gaston Maspero quien entró por primera vez a sus cámaras, en 1881, y encontró textos sobre las paredes de las cámaras funerarias. Estos escritos, junto con otros hallados en pirámides cercanas de faraones posteriores, se conocen en el presente como Textos de las Pirámides. Unis fue el primer faraón que incluyó estos textos, y creó el concepto de añadir conjuros mágicos como inscripciones en las paredes de su tumba, con el objetivo de asistir al faraón en su viaje a través del Duat y hacia el más allá. Se cree que este concepto tuvo tanto éxito entre los faraones que llevó a la creación de los Textos de los Sarcófagos en el Imperio Medio de Egipto y más tarde del Libro de los Muertos desde el principio del Imperio Nuevo hasta finales del período helenístico, cuando comenzaron a aparecer textos nuevos.
En la cámara funeraria principal se encontraron los restos de una momia, incluyendo su cráneo, brazo derecho y tibia, pero no se sabe con seguridad si perteneció a Unis. Cerca de la pirámide principal, hacia el noreste, hay mastabas que contienen los restos de las consortes del faraón. 
Se cree que dentro de las inscripciones del Texto de la Pirámide en la tumba de Unis hay también líneas de un dialecto semítico, escrito con alfabeto egipcio, que puede ser la evidencia más antigua de un lenguaje semítico escrito que se haya conocido.